# Swartzia costata
Swartzia costata är en ärtväxtart som först beskrevs av Henry Hurd Rusby, och fick sitt nu gällande namn av John Macqueen Cowan. Swartzia costata ingår i släktet Swartzia och familjen ärtväxter. Inga underarter finns listade i Catalogue of Life.